# Hr.Ms. Terschelling (1943)
De Hr.Ms. Terschelling (FY 234, MV 10, M 866) ex HMS MMS 234 was een Nederlandse mijnenveger van het type MMS 105, vernoemd naar het Friese waddeneiland Terschelling. Het schip werd gebouwd door de Britse scheepswerf Bolsons Yard uit Poole. Hetzelfde jaar dat het schip werd gebouwd werd het in dienst genomen bij de Nederlandse marine. Het schip werd aangeschaft om de eerste Terschelling die tijdens een Duitse luchtaanval op 12 juli 1942 verloren ging te vervangen. Tijdens de Tweede Wereldoorlog voerde het schip mijnenveegoperaties uit in Britse wateren.
Van 2 november tot 24 november 1944 neemt de Terschelling samen met de andere Nederlandse mijnenvegers: Texel, Putten, Beveland en Vlieland deel aan Operatie Calender. Gedurende Operatie Calender werden 229 grond- en 38 verankerde zeemijnen geruimd in de Westerschelde. Dit met als doel de bevrijde haven van Antwerpen bereikbaar te maken voor geallieerde scheepvaart.
Het schip overleefde de Tweede Wereldoorlog en bleef tot 1957 in Nederlandse dienst, waar het mijnenveegoperaties uitvoerde in de Nederlandse kustwateren. Na uitdienstneming werd het schip in bruikleen gegeven aan de zeeverkennersgroep Tibrag uit Sneek. Het schip kreeg een ligplaats aan de Geeuw, een water tussen Sneek en IJlst. Op 31 december 1967 brak er brand uit aan boord, waardoor het schip geheel verloren ging. Een van de half verbrande naamborden is nog steeds in het bezit van de Tibraggroep.

## Zie ook

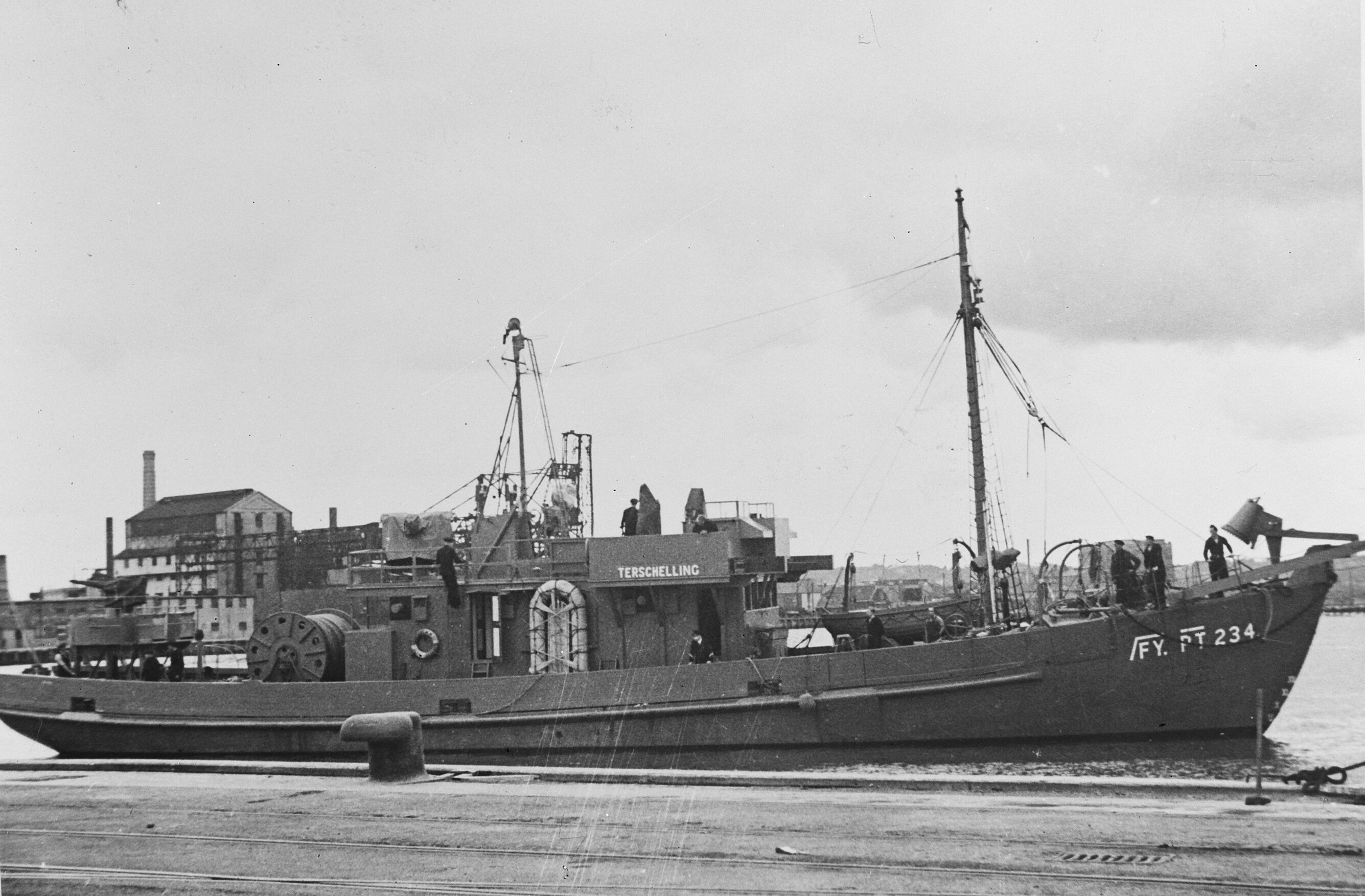
FY234 Hr.Ms. Terschelling (ship, 1943)
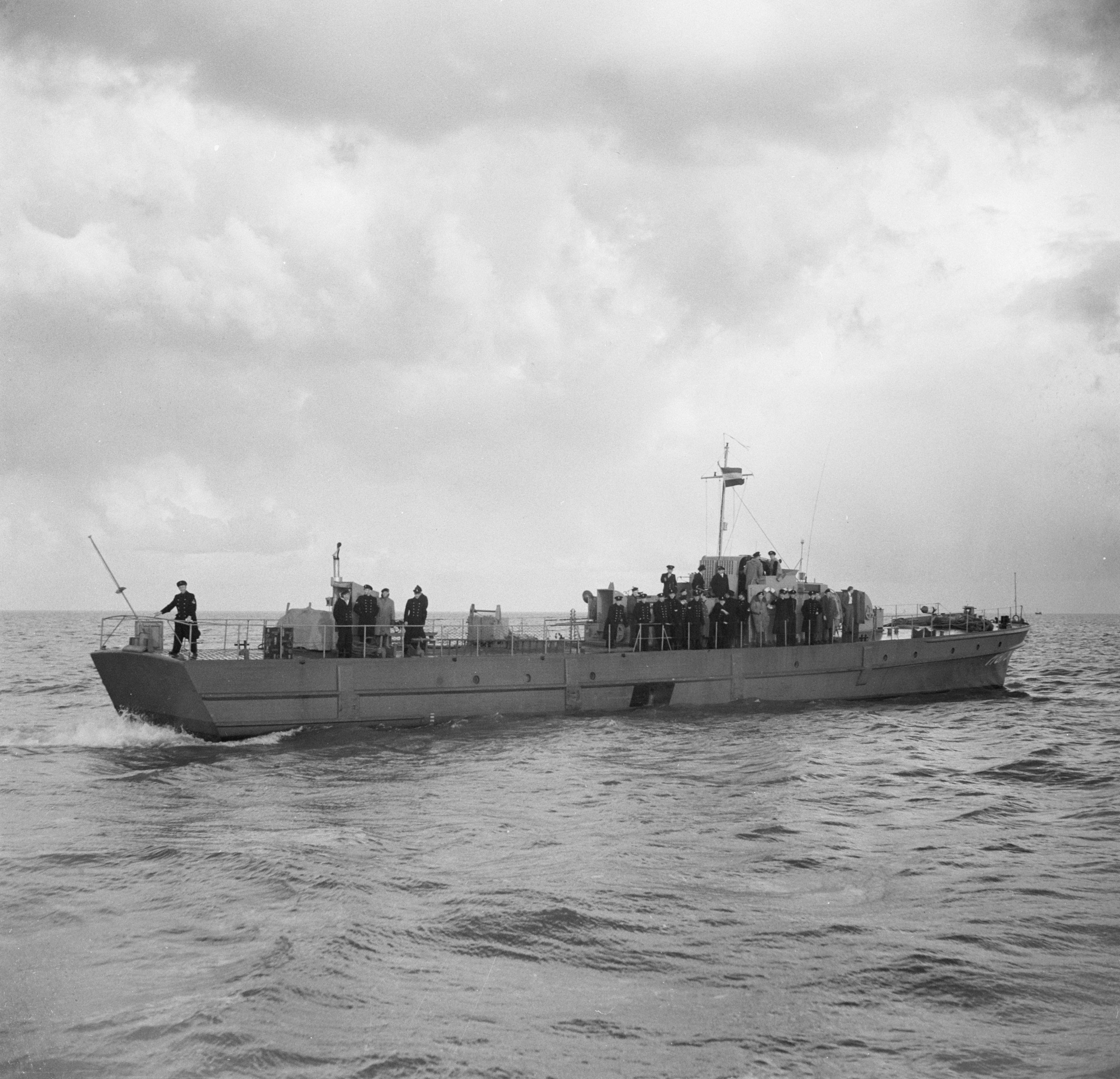
M 866 Hr.Ms. Terschelling (1943)